# Mel Schacher
Mel Schacher (8. dubna 1951 Flint, Michigan) je baskytarista americké rockové skupiny Grand Funk Railroad.

## Kariéra
Předtím než společně s Donem Brewerem a Markem Farnerem v roce 1968 založil skupinu Grand Funk Railroad, hrál baskytaru ve skupině Question Mark and the Mysterians.
Když se Grand Funk v roce 1977 rozpadli, Schacher společně se spoluhráči z Grand Funk, Brewerem a Craigem Frostem, založili skupinu "Flint".
Schacher se připojil ke Grand Funk Railroad znovu během jejich obnovovacího turné v roce 1996 a navzdory významným změnám v obsazení skupiny po Farnerově návratu k sólové kariéře, pokračuje v koncertování a nahrávání s Grand Funk dodnes. Hudbu načas opustil a stal se právníkem.
Jeho styl hraní bývá nazýván "lead bass", sólová baskytara.